# 洛拉克
洛拉克（法語：Laurac，法語發音：[loʁak] ⓘ）是法国奥德省的一个市镇，属于卡尔卡松区。

## 地理
洛拉克（43°13'45"N, 1°58'32"E）面积11.58 平方千米，位于法国奧克西塔尼大區奥德省，该省份为法国南部沿海省份，北起塔恩省，西北接上加龙省，西接阿列日省，南至东比利牛斯省，东临地中海，东北与埃罗省接壤。
与洛拉克接壤的市镇（或旧市镇、城区）包括：拉卡赛涅、丰泰尔迪拉泽、热内维尔、洛拉比克、米尔瓦勒洛拉盖、维拉萨瓦里。

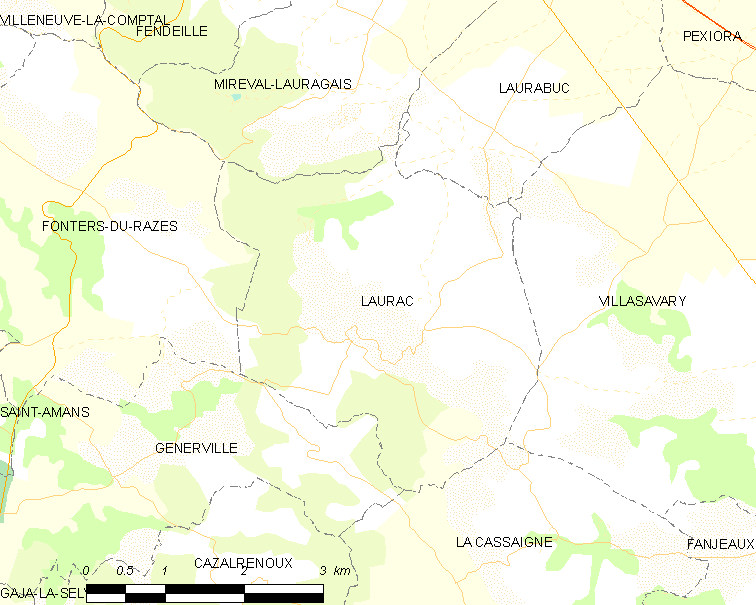
洛拉克的OSM定位图

洛拉克的时区为UTC+01:00、UTC+02:00（夏令时）。

## 行政
洛拉克的邮政编码为11270，INSEE市镇编码为11196。

## 政治
洛拉克所属的省级选区为拉皮耶日欧拉泽斯县。

## 人口

1962-2008年间洛拉克人口变化图示

洛拉克于2022年1月1日时的人口数量为180人。